# Santa Gladys
Santa Gladys (o Saint Gwladys ferch Brychan) (in latino: Claudia) fu una regina del Galles, moglie di San Gwynllyw Milwr , nonché una delle famose figlie sante del re Brychan  di Brycheiniog. Fu anche la madre di uno dei santi gallesi più riveriti, san Cadog Ddoeth "il Saggio".
Visse a cavallo tra il V e il VI secolo.

## Storia tradizionale
Le vite medievali di san Cadoc (circa 1100) scritta da Lifris  e san Gwynllyw (circa 1120)  riportano dettagli leggendari di questa santa, benché tali particolari sovente siano discrepanti.
Per metà irlandese, è —fra i figli di Brychan— quella su cui possediamo più informazioni. La sua bellezza le valse l'ammirazione di re Gwynllyw di Gwynllwg nel Galles meridionale.
- Secondo La vita di san Cadoc (circa 1100), quando il padre di lei non permise il loro matrimonio, Gwynllyw accompagnato da 300 uomini la rapì da Talgarth.[6] Scoppiò un'aspra battaglia che cessò solo per l'intervento di re Artù, sir Kay e Bedivere che appoggiarono la fazione di Gwynllyw in battaglia. Questo avvenne soltanto dopo che Kay riuscì a convincere Artù a non rapire egli stesso la splendida Gladys. Questa storia di rapimento ha degli elementi comuni alla leggenda nota come Culhwch ac Olwen [7] e ad altre storie arturiane, che ne attestano pertanto l'appartenenza culturale all'universo bardo. È inoltre il più antico riferimento ad Artù nella biografia tradizionale di un qualche santo.
- Secondo La vita di Gwynllyw questa battaglia non ebbe mai luogo, ed il matrimonio fu concluso pacificamente.

Gladys ebbe presto un figlio, il famoso san Cadoc, e poi altri figli (che furono pure proclamati santi): Cynidr, Bugi, Cyfyw, Maches, Glywys II e Egwine.
Fu per impulso di Cadoc e Gkadys che Gwynllyw fu indotto a desistere dalla sua vita di violenza, ed a cercare perdono per i suoi peccati. Una visione lo portò a trovare un eremo dove oggi sorge Stow Hill  a Newport, Galles del sud. Gladys accompagnò Gwynllyw in una vita da eremiti, e per un periodo vissero assieme a Stow Hill, praticando digiuni, dieta vegetariana, e bagnandosi nelle fredde acque dell'Usk per dimostrare la loro devozione.
Poi si separarono e Santa Gladys fondò il suo eremo a  Pencarn in Bassaleg, presso Newport; si suppone che il luogo possa essere vicino a Pont Ebbw. Mentre soggiornava lì si bagnava nel fiume Ebbw, ed il Lady's Well  (Pozzo della Signora) di Tredegar  potrebbe esserle stato dedicato.
Si è avanzata l'ipotesi che la chiesa di san Basilio Magno in Bassaleg fosse originariamente stata eretta in suo onore.
Più tardi, su insistenza di Cadoc, se ne andò ancora più lontano, a Capel Wladus in Gelligaer. Oggi la sua chiesa principale è St. Gwladys, Bargoed.
C'è una sua ipotetica sepoltura a Pont Ebbw.
Sempre a Bargoed  è stata istituita una scuola che ricorda santa Gladys.